# Luigi Caetani
Luigi Caetani (ur. w lipcu 1595 w Piedimonte Matese, zm. 15 kwietnia 1642 w Rzymie) – włoski kardynał.

## Życiorys
Urodził się w lipcu 1595 roku w Piedimonte Matese, jako syn Filippa Caetaniego i Camilli Gaetani dell’Aquila d’Aragona. Studiował w Rawennie, a następnie w Rzymie, gdzie uzyskał doktorat z prawa. 14 marca 1622 roku został wybrany łacińskim patriarchą Antiochii, otrzymując dyspensę z powodu nieosiągnięcia wieku kanonicznego. 12 czerwca przyjął sakrę. 14 listopada został mianowany arcybiskupem koadiutorem Kapui, a dwa lata później, 17 marca objął władanie nad archidiecezją. 19 stycznia 1626 roku został kreowany kardynałem prezbiterem i otrzymał kościół tytularny Santa Pudenziana. Rok później zrezygnował z arcybiskupstwa. W latach 1641–1642 pełnił funkcję prefekta Kongregacji Indeksu. Zmarł 15 kwietnia 1642 roku w Rzymie.